# Thecla temella
Thecla temella är en fjärilsart som beskrevs av Embrik Strand 1929. Thecla temella ingår i släktet Thecla och familjen juvelvingar. Inga underarter finns listade i Catalogue of Life.